# Aloinopsis
Aloinopsis (lat. Aloinopsis), rod niskih, gomoljastih trajnih sukulenta iz porodice čupavica raširen po Kapskim provincijama Južne Afrike
Rod je opisao 1926.

## Vrste
1. Aloinopsis acuta L.Bolus
2. Aloinopsis loganii L.Bolus
3. Aloinopsis luckhoffii (L.Bolus) L.Bolus
4. Aloinopsis malherbei (L.Bolus) L.Bolus
5. Aloinopsis rosulata (Kensit) Schwantes
6. Aloinopsis rubrolineata (N.E.Br.) Schwantes
7. Aloinopsis schooneesii L.Bolus
8. Aloinopsis spathulata (Thunb.) L.Bolus

## Sinonimi
- Acaulon N.E.Br.
- Aistocaulon Poelln. ex H.Jacobsen